# دومينغو سالسيدو
دومينغو سالسيدو (بالإسبانية: José Domingo Salcedo) (11 سبتمبر 1983 بكونسيبسيون في باراغواي - ) هو مدرب كرة قدم ولاعب كرة قدم باراغواياني في مركز الوسط. شارك مع منتخب باراغواي لكرة القدم. أما مع النوادي، فقد لعب مع سيرو بورتينيو وكولو-كولو ونادي راسينغ ونادي 3 فبراير وClub Deportivo Capiatá ‏ وروبيو نيو ‏ ونادي سول دي أميريكا.

## وصلات خارجية
- دومينغو سالسيدو على موقع قاعدة بيانات كرة القدم.إي يو (الإنجليزية)
- دومينغو سالسيدو على موقع ناشيونال فوتبول تيمز (الإنجليزية)
- دومينغو سالسيدو على موقع Soccerway.com (الإنجليزية)